# 1944 год в кино

## Фильмы

### Мировое кино
- «Багровый коготь»/The Scarlet Claw, США (реж. Рой Уильям Нейл)
- «Газовый свет»/Gaslight, США (реж. Джордж Кьюкор)
- «Двойная страховка»/Double Indemnity, США (реж. Билли Уайлдер)
- «Девушка моей мечты»/Die Frau Meiner Träume, Германия (реж. Георг Якоби)
- «Девушка с обложки»/Cover Girl, США (реж. Чарльз Видор)
- «Жемчужина смерти»/The Pearl of Death, США (реж. Рой Уильям Нейл)
- «Идти своим путём»/Going My Way, США (реж. Лео Маккэри)
- «Лора»/Laura, США (реж. Отто Премингер)
- «Министерство страха»/Ministry of Fear, США (реж. Фриц Ланг)
- «Паучиха»/The Spider Woman, США (реж. Рой Уильям Нейл)
- «Песнь о России»/Song of Russia, США (реж. Грегори Ратофф, Ласло Бенедек)
- «Спасательная шлюпка»/Lifeboat, США (реж. Альфред Хичкок)
- «Три кабальеро»/The Three Caballeros, мультфильм, США (реж. Норман Фергюсон)

### Советское кино

#### Фильмы БССР
- Юбилей (р/п. Владимир Петров).

#### Фильмы Грузинской ССР
- Свадьба (р/п. Исидор Анненский).
- Щит Джургая (р/п. Семён Долидзе и Давид Рондели).

#### Фильмы РСФСР
- Большая земля, (реж. Сергей Герасимов)
- В 6 часов вечера после войны, (реж. Иван Пырьев)
- Жила-была девочка, (реж. Виктор Эйсымонт)
- Зоя, (реж. Лео Арнштам)
- Иван Никулин — русский матрос, (реж. Игорь Савченко)
- Кащей Бессмертный, (реж. Александр Роу)
- Небо Москвы, (реж. Юлий Райзман)
- Поединок, (реж. Владимир Легошин)
- Сильва (реж. Александр Ивановский)
- Черевички, (реж. Михаил Шапиро и Надежда Кошеверова)

#### Фильмы совместных производителей

##### Двух киностудий, или двух союзных республик
- Иван Грозный (р/п. Сергей Эйзенштейн).
- Человек № 217 (р/п. Михаил Ромм).

## Лидеры проката
- «Небо Москвы», (реж. Юлий Райзман) — 7 место, 15,57 млн зрителей

## Персоналии

### Родились
- 23 января — Рутгер Хауэр, нидерландский и американский актёр.
- 30 января — Цветана Манева, болгарская актриса театра, кино и телевидения, педагог.
- 22 февраля — Джонатан Демми, американский кинорежиссёр, продюсер и сценарист.
- 23 февраля — Олег Янковский, советский и российский актёр театра и кино, режиссёр, народный артист СССР.
- 11 апреля — Джон Милиус, американский режиссёр и сценарист.
- 14 мая — Джордж Лукас, американский режиссёр, сценарист и продюсер
- 10 июня — Валентин Смирнитский, советский и российский актёр, народный артист РФ.
- 4 июля — Джеффри Тэмбор, американский актёр кино и телевидения, актёр озвучивания, лауреат премии «Спутник».
- 13 июля — Борис Клюев, советский и российский актёр театра и кино, народный артист РФ.
- 31 июля — Джеральдина Чаплин, американская и британская актриса.
- 25 августа — Сергей Соловьёв, советский и российский кинорежиссёр, сценарист, народный артист РФ.
- 2 сентября — Александр Филиппенко, советский и российский актёр, народный артист РФ.
- 25 сентября — Майкл Дуглас, американский актёр и продюсер.
- 14 октября — Вадим Спиридонов, советский киноактёр, заслуженный артист РСФСР.
- 27 октября — Николай Караченцов, советский и российский актёр театра и кино, народный артист РСФСР.
- 17 ноября — Дэнни Де Вито, американский актёр, режиссёр, продюсер.
- 19 декабря — Анастасия Вертинская, советская и российская актриса театра и кино, народная артистка РСФСР.

### Скончались
- 22 июля — Милдред Харрис, американская актриса немого кино